# Дніпропетровська геофізична експедиція
Дніпровська геофізична експедиція «Дніпрогеофізика» — створена в липні 1959 року для проведення комплексних геофізичних досліджень в південно-східній частині України. Експедиція входить до складу Державного геофізичного підприємства «Укргеофізика» Державної геологічної служби України. Організаційну структуру експедиції складають комплексні польові геофізичні партії, партії з геофізичних досліджень свердловин, бурові загони, тематичні і камеральні групи. 
Основними напрямками діяльності експедиції є:
- геофізичні зйомки та пошукові геолого-геофізичні роботи, підготовка геофізичних основ і супроводження геологозйомних та пошуково-розвідувальних робіт на всі види рудних і  нерудних корисних  копалин;
- вивчення геологічної будови нафтогазоперспективних площ, та уточнення контурів покладів нафти і газу на етапі підготовки об'єктів до глибокого буріння, розвідки і дорозвідки  родовищ нафти і газу;
- вивчення глибинної будови земної кори і верхньої мантії, геолого-тектонічної будови кристалічного фундаменту та осадової товщі рудних і нафтогазоносних районів;
- пошуки родовищ підземних вод, в тому числі в тріщинуватих породах кристалічного фундаменту;
- прогнозування гірничо-геологічних умов видобутку корисних копалин, стійкості ґрунтів, процесів підтоплення територій з оцінкою стану режиму підземних вод на стадії  альтернативного вибору ділянок для будівництва крупних  промислових об'єктів і для підвищення безпеки їх експлуатації;
- картування мікрогеодинамічних зон, пов'язаних з процесами утворення зсувів, суфозійних просідань, неотектонічних рухів, карстоутворення в умовах забудови населених пунктів і промислових об'єктів;
- оцінка радіаційного забруднення території, ділянок, населених пунктів, окремих об'єктів з визначенням концентрації радіонуклідів в ґрунтах і водах;
- буріння гідрогеологічних свердловин та їх ремонт для відновлення дебіту, випробування водоносних шарів при пошуках підземних вод в складних гідрогеологічних  умовах.

Адреса: 49050, Україна, Дніпро, вул. Дубініна, 8